# 尼什納博特納 (密蘇里州)
尼什納博特納（英語：Nishnabotna）是位於美國密蘇里州艾奇遜縣的鬼鎮。

## 歷史
尼什納博特納的郵局於1871年設立，其後於1953年停運。

## 地理
尼什納博特納所處的海拔為高於海平面268米（即879英呎），而該地所採用的時區為UTC-6，即北美中部時區（CST）。同時該地設有夏令時間，為UTC-6調快一小時，即UTC-5（CDT）。